# An-Nahar
An-Nahar (in arabo النهار‎?) è un quotidiano libanese fondato a Beirut nel 1933. È considerata una delle testate più importanti e prestigiose non solo del paese mediorientale ma dell'intero mondo arabo. Moderato e liberale, è letto dall'intellighenzia libanese, dagli studenti e dal mondo imprenditoriale.

## Storia
Il primo numero uscì il 4 agosto 1933 come un giornale di quattro facciate impostato a mano. La testata, il cui staff era composto solamente da cinque persone, tra cui il fondatore Gebran Tueni, fu avviato con un capitale di 50 pezzi d'oro raccolti da amici e una tiratura di appena 500 copie. Tueni fu il direttore principale del giornale fino alla sua morte, avvenuta nel 1949. Suo figlio, Ghassan Tueni, e suo nipote, anch'egli di nome Gebran Tueni, furono i successivi direttori ed editori.
Ghassan Tueni, già ambasciatore libanese in Argentina e all'ONU, è stato editore e caporedattore del giornale dal 1948 al 1999, quando si è ritirato. Il 19 dicembre 1976, nel pieno della guerra civile libanese, le forze siriane occuparono gli uffici del quotidiano. In seguito a questo fatto Ghassan Tueni sospese la pubblicazione per un certo periodo e lasciò il Libano per recarsi in esilio a Parigi. L'anno seguente diversi giornalisti che scrivevano per il quotidiano furono arrestati.
Il figlio di Ghassan, Gebran Tueni, è stato direttore del giornale dal 2003 al 2005. Alle elezioni del 2005 è stato eletto in Parlamento per una circoscrizione di Beirut, ma è stato assassinato il 12 dicembre 2005 a Mkalles, vicino a Beirut, nell'esplosione di un'autobomba. Acceso critico del regime siriano e della sua egemonia negli affari libanesi, Gebran era appena tornato alla vigilia del suo assassinio da Parigi, dove aveva vissuto per paura di essere assassinato. Dopo l'assassinio di Gebran, avvenuto il 12 dicembre 2005, il padre Ghassan riprese la direzione del giornale fino alla sua morte, avvenuta l'8 giugno 2012.
An-Nahar è il primo giornale arabo che si occupa regolarmente di notizie su questioni ambientali. Dal 1997 il quotidiano ospita una pagina quotidiana dedicata all'ambiente.
Nel 2018 il gruppo An-Nahar si è dotato di nuove diverse strutture: una tipografia, un sito web, una casa editrice, una web TV e una società di distribuzione.
Tuttavia, come il resto della carta stampata, An-Nahar sta affrontando delle difficoltà, poiché la sua diffusione crolla con l'emergere della stampa online e la crisi economica e sociale che il Libano sta vivendo da diversi anni. L'11 ottobre 2018 il giornale si è distinto per un'edizione originale, pubblicando pagine bianche per protestare contro la crisi della stampa in Libano.
La sede di An-Nahar, che si trova vicino al porto di Beirut, è stato gravemente danneggiato dall'enorme esplosione del 4 agosto 2020. Almeno 15 giornalisti che lavoravano per il giornale sono rimasti feriti.